# Berillium-karbid
A berillium-karbid berilliumból és szénből álló kémiai vegyület, képlete Be2C. A gyémánthoz hasonlóan nagyon kemény anyag.

## Előállítása
Berillium és szén magas hőmérsékletű reakciójával lehet előállítani. 900 °C-on exoterm reakció következik be, mely a reakcióelegyet 1400 °C-ra hevíti:
{\displaystyle \mathrm {2\ Be+C\longrightarrow Be_{2}C} }
Előállítható berillium-oxid magas hőmérsékleten végzett szenes redukciójával is:
{\displaystyle \mathrm {2\ BeO+C\longrightarrow Be_{2}C+O_{2}} }
Magasabb hőmérsékleten a reakció során szén-monoxid is keletkezik:
{\displaystyle \mathrm {2\ BeO+3\ C\longrightarrow Be_{2}C+2\ CO} }

## Tulajdonságai
A berillium-karbid sárgásvörös színű köbös kristályokat alkotó anyag. Vízzel lassan reagál, a reakcióban berillium-hidroxid és metán keletkezik:
{\displaystyle \mathrm {Be_{2}C+4\ H_{2}O\longrightarrow 2\ Be(OH)_{2}+CH_{4}} }
Mivel a keletkező berillium-hidroxid amfoter anyag, alkálifém-hidroxidok jelenléte a reakciót felgyorsítja, miközben vízben oldódó alkáli-berillát keletkezik:
{\displaystyle \mathrm {2\ Be(OH)_{2}+4\ KOH\longrightarrow 2\ K_{2}BeO_{2}+4\ H_{2}O} }
A bruttó, vízzel katalizált reakció:
{\displaystyle \mathrm {Be_{2}C+4\ KOH\longrightarrow 2\ K_{2}BeO_{2}+CH_{4}} }
A bomlás ásványi savak jelenlétében is gyors:
{\displaystyle \mathrm {Be_{2}C+4\ H^{+}\longrightarrow 2\ Be^{2+}+CH_{4}} }
Fluorral, klórral vagy brómmal hevítés hatására reagál, melynek során a megfelelő berillium-halogenid és szén keletkezik:
{\displaystyle \mathrm {Be_{2}C+2\ F_{2}\longrightarrow 2\ BeF_{2}+C} }

## Fordítás
Ez a szócikk részben vagy egészben  a   Berylliumcarbid című német Wikipédia-szócikk fordításán alapul.  Az eredeti cikk szerkesztőit annak laptörténete sorolja fel. Ez a jelzés csupán a megfogalmazás eredetét és a szerzői jogokat jelzi, nem szolgál a cikkben szereplő információk forrásmegjelöléseként.
Ez a szócikk részben vagy egészben  a    Beryllium carbide című angol Wikipédia-szócikk fordításán alapul.  Az eredeti cikk szerkesztőit annak laptörténete sorolja fel. Ez a jelzés csupán a megfogalmazás eredetét és a szerzői jogokat jelzi, nem szolgál a cikkben szereplő információk forrásmegjelöléseként.